# Sull’aria… che soave zeffiretto
«Sull’aria… che soave zeffiretto» — дуэттино (короткий дуэт) из оперы Моцарта «Свадьба Фигаро» на либретто Лоренцо да Понте. В дуэттино графиня Альмавива (сопрано) диктует Сюзанне (также сопрано) приглашение на свидание, адресованное мужу графини с целью разоблачить его измену.

## Музыкальное оформление
Дуэт написан для гобоя, фагота и струнных. Размер — 6/8, тональность си-бемоль мажор, длительность — 62 такта, темп allegretto. В первой части дуэта (такты 1-37) графиня диктует заголовок и три первые строки письма, а после паузы Сюзанна повторяет и записывает их. Во второй части графиня и Сюзанна перечитывают строки речитативом (такты 38-45) и завершают чтение дуэтом.

## Либретто
Арию исполняют графиня и Сюзанна в момент, когда они придумали план, как остудить склонность графа к интрижкам и чрезмерную ревность Фигаро. Они пишут письмо, которое должно попасть к графу.
| Текст арии без повторов : | «Canzonetta sull’aria» Che soave zeffiretto Questa sera spirerà Sotto i pini del boschetto. | «Песенка ветра» (заголовок) Какой чудный Зефир Тихий вечер Под сенью сосен в маленькой роще. |
| дуэтом:                   | Ei già il resto capirà.                                                                     | А остальное он поймёт.                                                                       |

Полный текст:
| Сюзанна:–         | Sull’aria…                    | Ветерок…                           |
| Графиня:          | Che soave zeffiretto…         | Какой чудный зефир…                |
| Сюзанна:          | Zeffiretto…                   | Чудный зефир…                      |
| Графиня:          | Questa sera spirerà…          | Тихий вечер…                       |
| Сюзанна:          | Questa sera spirerà…          | Тихий вечер…                       |
| Графиня:          | Sotto i pini del boschetto.   | Под сенью сосен в маленькой роще.  |
| Сюзанна:          | Sotto i pini…                 | Под соснами…                       |
| Графиня:          | Sotto i pini del boschetto.   | Под сенью сосен в маленькой роще.  |
| Сюзанна:          | Sotto i pini… del boschetto…— | Под сенью сосен… в маленькой роще… |
| Графиня:          | Ei già il resto capirà.       | А остальное он поймёт.             |
| Сюзанна/ Графиня: | Certo, certo il capirà.       | Конечно, конечно, он поймёт.       |

## В популярной культуре
В фильме «Побег из Шоушенка» Энди Дюфрейн (Тим Роббинс) восстаёт против власти начальника тюрьмы Сэма Нортона (Боб Гантон) включив это дуэттино по тюремному радио. Эллис Бойд Рэддинг по кличке «Рэд» (Морган Фриман) за кадром замечает: «Мне хочется думать, что они пели о чём-то таком красивом, что невозможно передать словами и что вселяет в сердце истому». Ирония состоит в том, что оперные персонажи поют о фальшивом приглашении на свидание с целью раскрыть измену.
Использование дуэттино в «Побеге из Шоушенка» позволило включить его в список из 400 композиций — номинантов на включение в «100 лучших песен из кинофильмов». Однако композиция в список не попала.